# Saruman
Saruman ali Beli vešč je izmišljena oseba v Tolkienovi fantazijski pripovedi Gospodar prstanov. 
Opisan je kot močan vešč (čarovnik), predsednik reda Istarjev, izučen v vedi o prstanu Mogote. Sprva je bil dober in se je boril proti Morgothu ter Sauronu, vendar si ga je Sauron podredil s pomočjo steklene krogle palantirja. Saruman je hotel sam zavladati in je iskal Edini prstan zase, vendar je v palantir pogledal s preveč raztresenimi mislimi in Sauron je izvedel, da ga namerava izdati, zato je v Ajzengart poslal Nazgula (prstanovega besa), da bi Sarumana opazoval. Njegova vladavina Ajzengartu se je končala, ko so Enti pod vodstvom Bradoglava oziroma Fangorna porušili jez reke Ajzen, ki je poplavila Ajzengart. Po porazu se je Saruman umaknil v svoj stolp, kjer ga je ubil podanik Kačjeust.